# Caleta Balleneros
Caleta Balleneros o bahía Balleneros (en idioma inglés: Whalers Bay) es una pequeña caleta de la isla Decepción en las Shetland del Sur en la Antártida, encerrada entre la punta Fildes (o Balcarce) y la punta Penfold, que a principios del siglo XX fue ocupada por el capitán Adolfo Andresen y su tripulación para la instalación de una factoría ballenera, dependiente de la chilena Sociedad Ballenera de Magallanes constituyéndose en el primer establecimiento semipermanente en la Antártida, si se exceptúa a la base Orcadas que funciona de forma permanente desde 1903. En 1953 la bahía fue escenario de un incidente armado entre Argentina y el Reino Unido. Aquí se ubicó la Base B Isla Decepción del Reino Unido, actualmente inoperativa.

## Toponimia
La caleta recibe su nombre de la Cuarta Expedición Antártica Francesa (1908-1910) liderada el explorador Jean-Baptiste Charcot, debido al uso ballenero que se le daba en ese momento por dos compañías noruegas y una chilena.

## Historia

### Actividad ballenera

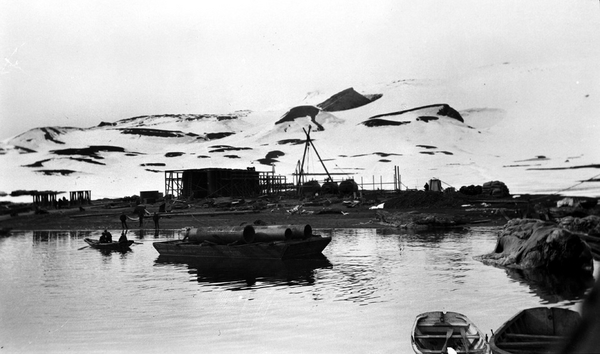
Estación ballenera Hektor en una foto tomada por A. T. Larsen en 1913.

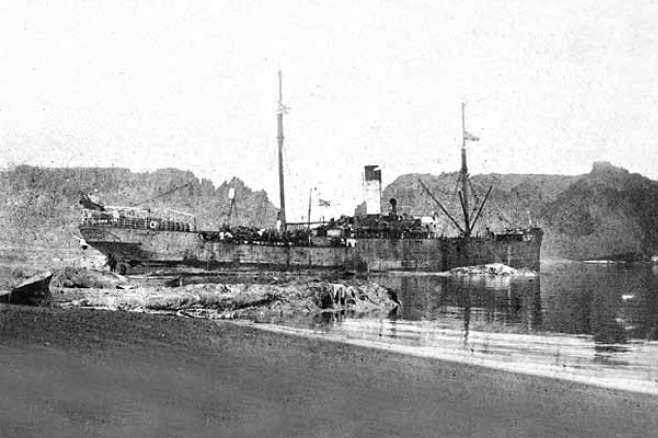
Buque factoría chileno Gobernador Bories de la Sociedad Ballenera de Magallanes, anclado en la caleta en 1908.

La Sociedad Ballenera de Magallanes envió su flota ballenera, entre ellos el buque Gobernador Bories a la Antártida en la temporada de verano austral de 1906-1907, al mando del comodoro Adolfo Andresen, quien ocupó la caleta Balleneros, lugar donde estableció su base de operaciones. A partir de 1907 Andresen empezó a construir las primeras casas y los pabellones para la maquinaria de la planta factoría chilena. Además, instaló una carbonera para el abastecimiento de su flota y de otras naves cazadoras de otros países. Surgió así uno de los primeros establecimientos de la Antártida. Algunos hombres fueron con sus esposas y con sus hijos. Esto constituyó, prácticamente, la fundación del único pueblo que se ha levantado en estas regiones antárticas, donde flameó el pabellón chileno durante ocho años, y que más tarde seguirá creciendo con la actividad de los noruegos.
En 1908, durante la Cuarta Expedición Antártica Francesa, el explorador y médico Jean-Baptiste Charcot visitó las compañías balleneras noruegas y la chilena en la isla Decepción, en esta última para aprovisionarse de carbón. Un informe de Charcot dice:

Hablo extensamente con el señor Andresen, quien me proporciona datos útiles e interesantes. Hay aquí, en Decepción, tres compañías de balleneros: una chilena y dos noruegas; pero aparte de algunos maquinistas chilenos, los doscientos habitantes actuales de la estación son noruegos. Una de las dos compañías noruegas, tiene como pontón-fábrica un vapor de 2000 toneladas aproximadamente, y llega de las Malvinas; la otra posee dos fragatas de tres palos, viejos veleros que han llegado del Cabo de Buena Esperanza, remolcados por sus pequeñas chalupas de vapor y, en fin, la Sociedad Ballenera de Magallanes, la mejor montada, tiene como pontón-fábrica el vapor de 3000 toneladas sobre el que nosotros estamos (Buque Factoria Gobernardor Bories)...

La actividad de los balleneros chilenos en su planta factoría en la caleta Balleneros, que había comenzado en 1906, llegó a su término en la temporada estival de 1914. La Primera Guerra Mundial restringió seriamente las actividades balleneras en las aguas australes y antárticas. En 1916 la Sociedad Ballenera de Magallanes entró en disolución, vendiendo sus últimas embarcaciones.
En 1911 la empresa Hvalfangerselskabet Hektor A/S basada en Tønsberg en Noruega consiguió una concesión de las autoridades británicas de las islas Malvinas para establecer una estación de tierra en la bahía Balleneros de la isla Decepción. El propósito de la factoría era explotar los cadáveres de ballenas que hasta entonces no eran utilizados por los barcos factorías y se los arrojaba por la borda desperdiciando la posibilidad de extracción de aceite de su carne. Los derechos de concesión incluían operar una estación de tierra en la isla Decepción, así como el derecho a un buque factoría flotante y dos barcos balleneros.
La estación fue creada con edificios que fueron llevados desde Noruega. Mientras que la grasa de ballena se procesaba a bordo de los barcos factorías, los cadáveres de las ballenas se hervían en la estación en tierra y el aceite se almacenaba en tanques de hierro de gran tamaño. Además, se producía guano. La actividad completa en la planta no se logró hasta 1919.
La instalación consistía en calderas para producir vapor para hervir los restos de las ballenas, cuatro tanques para almacenar el aceite, una carpintería, talleres, línea de molienda, dos almacenes, una fábrica de guano, embarcadero, muelle flotante, dormitorios, cocina, hospital, estación de radio, un pequeño ferrocarril manual, y criaderos de ganado porcino. Además, en 1914 se estableció una casa para el magistrado británico permanente, llamada The Magistrate’s Villa o The Magistrate’s House.
La estación ballenera Hektor fue cerrada en abril de 1931 como resultado de menores precios para el aceite de ballena, así como las innovaciones técnicas que permitieron la caza pelágica de ballenas. En la década del 30 los balleneros noruegos, chilenos y suecos hicieron abandono definitivo de la isla. Desde entonces la caleta quedó deshabitada.

### Incidente entre Argentina y Reino Unido
El 15 de febrero de 1953 unos 35 Royal Marines fuertemente armados del Reino Unido desembarcaron en la caleta Balleneros apresando a dos marinos de un refugio de la Argentina, destruyendo la edificación argentina y otro refugio de Chile ubicado en las cercanías. La acción ocurrió como respuesta a la instalación del refugio argentino Teniente Lasala y con la misión de expulsar a sus dos ocupantes.

## Sitio y Monumento Histórico
Las instalaciones británicas fueron limpiadas en las temporadas de 1990-1991 y 1991-1992, mientras que el remanente de la factoría ballenera noruega, los restos de la Base B y el cementerio de balleneros fueron designados Sitio y Monumento Histórico SMH 71: Bahía Balleneros bajo el Tratado Antártico el 19 de mayo de 1995 a propuesta y gestión de Chile y Noruega.
Todavía existen cuartos de los trabajadores y la casa del magistrado, además de varias calderas y otros equipos. También se conserva un almacén, dos botes de remos, un muelle flotante, etc.